# Ант, Клара
Клара Левин Ант (порт. Clara Levin Ant; родилась 7 февраля 1948) — боливийский архитектор и политик, проживающая в Бразилии.

## Биография
Дочь польско-еврейских иммигрантов, поселившихся в Латинской Америке после Второй мировой войны. Училась на факультете архитектуры и городского планирования Университета Сан-Паулу. Свою политическую деятельность начала в троцкистском студенческом движении «Свобода и борьба» (порт. Liberdade e Luta), позже перешла в более умеренные левые движения. Она была активисткой оппозиции военной диктатуре с 1960-х годов, лидером профсоюзного центра CUT с момента его основания в 1983 до 1988 года и вице-президентом Национальной федерации архитекторов в 1983—1989 годах.
Ант участвовала в создании бразильской Партии трудящихся и с тех пор являлась её членом. с момента ее создания и была казначеем партии до избрания депутатом штата Сан-Паулу от ПТ в 1986 году. Позже она стала участвовать в исполнительной власти в качестве регионального администратора в городе Сан-Паулу под руководством Марты Суплиси.
С 2003 года она работала специальной помощницей президента Бразилии Луиса Инасио Лулы да Силвы. В этом качестве играла роль в коммуникации между Лулой/ПТ и бразильской еврейской общиной. 20 августа 2007 года она была уволена министром Дилмой Руссеф и переведена на другую должность.